# Chute de Ruad
Croisades
Batailles
- Krak des Chevaliers
- Tripoli (2e)
- Tripoli (3e)
- Saint-Jean-d'Acre
- Ruad

La chute de Ruad en 1302 ou 1303 est l'acte ultime de la présence des croisés en Terre sainte. Lorsque la garnison sur la petite île de Ruad est tombée, il a marqué la perte de la dernière implantation sur la côte du Levant.
Dix ans plus tôt, en 1291, les croisés avaient perdu leur principale implantation avec la ville côtière de Saint-Jean-d'Acre, et les Mamelouks avaient détruit systématiquement tous les autres ports et forteresses croisés, forçant ceux-ci à se transporter à l'île de Chypre. En 1299-1300, les Chypriotes ont cherché à reprendre la ville portuaire syrienne de Tortose. Pour ce faire, ils ont mis en place des forces sur l'île de Ruard, à deux miles (3 km) au large de la côte de Tartous. Ils devaient coordonner une offensive entre les forces croisées et celles de l'Ilkhanat, les Mongols de Perse. Bien que les croisés soient parvenus à établir une tête de pont sur l'île, les Mongols ne sont pas venus, et les croisés contraints de retirer la majeure partie de leurs forces à Chypre. Les Templiers ont laissé une garnison sur l'île en 1300. les Mamelouks l'assiégèrent et la capturèrent en 1302 ou 1303. Avec la perte de l'île, les Croisés ont perdu leur dernier point d'appui en Terre sainte.

## Contexte

Opérations mongoles en 1300

Lorsque Jérusalem a été perdue en 1187, les Croisés ont déplacé leur siège à Saint-Jean-d'Acre jusqu'à la chute de Saint-Jean-d'Acre en 1291. Ils ont ensuite déménagé leur siège sur l'île de Chypre . Il y eut une tentative de s'accrocher au nord de Tortose sur la côte de la Syrie, mais ils ont perdu cela aussi le 4 août, ainsi que la place forte de Atlit le 14 août.
En 1298-1299, les Mamelouks attaquent la Syrie, ils capturent les dernières forteresses, Servantikar et Roche-Guillaume. C'est la prise de la dernière forteresse des Templiers en Terre sainte. Le grand maître des Templiers, Jacques de Molay et des Hospitaliers, Guillaume de Villaret, participent à la défense de ces forteresses. Ces pertes poussent le roi arménien Héthoum II à demander l'intervention du souverain mongol de Perse, Mahmoud Ghazan Khan.
En 1299, alors qu'il se prépare une offensive contre la Syrie, Ghazan avait envoyé des ambassades à Henri II de Chypre et au pape Boniface VIII, les invitant à participer à des opérations combinées contre les Mamelouks,. Henry a fait quelques tentatives pour se combiner avec les Mongols, et à l'automne 1299 envoie une petite flotte de deux galères, dirigée par Guy d'Ibelin et Jean II de Giblet, pour se joindre à Ghazan. La flotte réoccupe avec succès Batroun et pendant quelques mois, jusqu'en février 1300, commence à reconstruire la forteresse de Nephin,.
Ghazan inflige une défaite écrasante aux Mamelouks le 22 décembre 1299 à la bataille de Wadi al-Khazandar près de Homs en Syrie. Il est aidé par Héthoum II, dont les forces incluent un contingent de Templiers et d'Hospitaliers de Petite Arménie,. Mais Ghazan a alors dû battre en retraite en février avec la plus grande partie de ses forces. Il doit faire face à un de ses cousins, Qutlugh Khwaja en raison d'une révolte dans l'Est pendant la guerre civile mongole. Avant de partir, Ghazan a annoncé qu'il reviendrait en novembre 1300. Les forces restantes dans la région lancent des raids en Palestine de décembre 1299 à mai 1300, pillant la vallée du Jourdain, dévastant plusieurs villes, y compris probablement Jérusalem, allant jusqu'à Gaza. Le succès des Mongols en Syrie inspire des rumeurs enthousiastes à l'Occident, que la Terre sainte avait été conquise et que Jérusalem devait être retourné à l'Ouest,,. En mai, quand les Égyptiens sortent du Caire, les Mongols battent en retraite avec peu de résistance.
En juillet 1300, Henri II met en place une opération de maraudage naval. Seize galères combinant les forces de Chypre avec celles des Templiers et des Hospitaliers, et accompagnées par l'ambassadeur de Ghazan, Isol le Pisan, font une action sur Rosette, Alexandrie, Saint-Jean-d'Acre, Tortose et Maraclea,,.

## Histoire
Le château Pèlerin est démantelé par les Mamelouks en 1291 et Tortosa reste le bastion le plus probable sur le continent avec un potentiel de reconquête. De Chypre, le roi de Chypre Henri et les membres des trois ordres militaires (les chevaliers Templiers, Hospitaliers et Teutoniques), tentent de reprendre Tortose en 1300. Il fallait établir une tête de pont sur la petite île de Ruard, qui se trouve à seulement deux miles (3 km) de la côte.
À la veille de l'expédition, les relations entre les Templiers et le roi de Chypre, Henri, sont tendues, l'ancien grand maître Guillaume de Beaujeu avait soutenu un rival au trône chypriote. Le pape Boniface VIII avait donné des instructions à Jacques de Molay pour résoudre au mieux les différends avec Henri.
En novembre 1300, Molay et le frère du roi, Amaury, ont lancé une expédition pour réoccuper Tortose. Six cents soldats, dont environ 150 Templiers et autant d'Hospitaliers, sont transportés à Ruad en préparation d'une attaque par voie maritime sur la ville,. Elle devait aussi comprendre une attaque terrestre par les Mongols Ilkhanides, comme promis par Ghazan à ses propres forces qu'il reviendrait à la fin de 1300,,. Alors qu'ils avaient de grands espoirs dans cette opération,, la tentative de réoccuper Tortose n'a duré que 25 jours, et les Croisés ont agi en pillards avec destructions de biens et prises de captifs. Ils ne sont pas restés en permanence dans la ville, mais ont mis en place une base sur l'île de Ruad,. Cependant, les Mongols de Ghazan ne viennent pas comme prévu, ils sont retardés par un hiver rigoureux.
En février 1301 les Mongols, accompagné du roi arménien Héthoum II, font leur apparition promise en Syrie,. Le général Qutlugh Châh va en Petite Arménie pour aller chercher des troupes et de là se dirige vers le sud au delà d'Antioche. Les Arméniens sont également accompagnés par Guy d'Ibelin, comte de Jaffa, et Jean II de Giblet,. Bien que Qutlugh Châh, avec une force de 60 000 hommes, ne peut guère faire qu'une guérilla dans les environs d'Alep. Quand Ghazan annonce qu'il annulait ses opérations pour l'année, les croisés, après en avoir délibéré, décident de revenir à Chypre, ne laissant qu'une garnison à Ruad,,.
De Limassol, à Chypre, Jacques de Molay continue de faire des appels à l'Occident pour obtenir l'envoi de troupes et d'équipement.  En novembre 1301, le pape Boniface VIII accorde officiellement Ruad aux Templiers. Ceux-ci renforcent les fortifications et installent une force permanente de 500 archers chypriotes, 400 servants encadré par 120 chevaliers templiers,, ce qui représente un engagement considérable, l'équivalence de près de la moitié de la taille normale des Templiers pour le royaume de Jérusalem au XIIe siècle,. Ils sont sous le commandement du maréchal des Templiers Barthélemy de Quincy,.
Les accords entre les Croisés et les Mongols sont faits pour les hivers 1301 et 1302. Une lettre de Jacques de Molay à Édouard d'Angleterre, en date du 8 avril 1301 informe le roi des difficultés rencontrées par Ghazan, mais il annonce son arrivée prévue pour l'automne. Dans une lettre au roi, Jacques II d'Aragon, quelques mois plus tard, Molay confirme toujours l'arrivée des Mongols pour l'automne.
En 1302 ou 1303, les Mamelouks envoient une flotte de 16 navires d'Égypte à Tripoli à partir de laquelle ils assiègent l'île de Ruard.
Ils débarquent en deux points de l'île et dressent leur campement. Les Templiers font des sorties pour les combattre. Rapidement, la nourriture vient à manquer, et les défenseurs sont finalement affamés. Les Chypriotes assemblent rapidement une flotte de sauvetage pour Ruard, qui part de Famagouste , mais n'arrive pas à temps.
Sur l'île, Hugues de Dampierre a négocié une reddition avec les Mamelouks pour le 26 septembre, à la condition qu'ils puissent partir en toute sécurité vers la terre chrétienne de leur choix. Cependant, lorsque les Templiers ont commencé à sortir, les Mamelouks ne respectent pas leur accord et un corps-à-corps s'ensuit, le maréchal de l'Ordre, Barthélemy de Quincy est tué. Tous les hommes d'armes sont exécutés et des dizaines de Templiers survivants sont faits prisonniers et emmenés au Caire. Une quarantaine de Templiers étaient encore en prison quelques années plus tard, refusant d'apostasier. Ils finissent par mourir de faim après des années de mauvais traitements,,.

## Suites
Les Francs de Chypre continuent à se livrer à des attaques navales le long de la côte syrienne, détruisant Damour, au sud de Beyrouth.
Ghazan mène une dernière attaque contre les Mamelouks au printemps 1303 avec 80 000 hommes, soutenus par les Arméniens, mais l'expédition se termine en catastrophe. Ses généraux Mulay et Qutlugh Châh sont défaits près de Damas à la bataille de Marj as-Suffar le 20 avril,.La dernière grande invasion mongole de la Syrie tourne alors au fiasco[réf. à confirmer]. Lorsque Ghazan meurt en 1304, le rêve d'une reconquête de la Terre sainte s'éloigne.
En 1305, le pape Clément V fait de nouveaux plans pour une nouvelle croisade et en 1306, le pape demande aux grands maîtres des ordres militaires, Jacques de Molay pour les Templiers et Foulques de Villaret pour les Hospitaliers, de présenter leurs propositions sur la façon dont ils envisagent une nouvelle croisade, mais aucun d'entre eux ne ferait appel aux Mongols,. En 1307, il reçoit les ambassadeurs du chef mongol Oldjaïtou et les encourage à évoquer la restitution de la Terre sainte par les Mongols comme une forte possibilité.
Rapidement les Hospitaliers vont s’installer à Rhodes, les Templiers vont faire face à leurs accusateurs et leurs biens redistribués aux Hospitaliers qui vont continuer à combattre les musulmans sur la mer.

## Sources
- (en) Reuven Amitai, « Mongol Raids into Palestine (AD 1260 and 1300) », Journal of the Royal Asiatic Society,‎ 1987, p. 236–255
- (en) Malcolm Barber, The New Knighthood : A History of the Order of the Temple, Cambridge, Cambridge University Press, 1995, 441 p. (ISBN 0-521-42041-5, lire en ligne)
- (en) Malcolm Barber, The Trial of the Templars, Cambridge (GB)/New York, Cambridge University Press, 2006, 398 p. (ISBN 978-0-521-67236-8)
- Alain Demurger, Les Templiers, une chevalerie chrétienne au Moyen Âge, Paris, Édition du Seuil, coll. « Points histoire », 2006, 664 p. (ISBN 978-2-7578-1122-1)
- (en) Peter W. Edbury, Kingdom of Cyprus and the Crusades, 1191-1374, Cambridge, Cambridge University Press, 1991, 241 p. (ISBN 0-521-26876-1)
- (en) Jaroslav Folda, Crusader Art in the Holy Land, From the Third Crusade to the Fall of Acre, Cambridge University Press, 2005
- (en) Peter Jackson, The Mongols and the West : 1221-1410, Longman, 2005, 414 p. (ISBN 978-0-582-36896-5, lire en ligne)
- (en) Andrew Jotischky, Crusading and the crusader states, Harlow/New York, Pearson Education, 2004, 299 p. (ISBN 0-582-41851-8, lire en ligne)
- (en) Denys Pringle, The Churches of the Crusader Kingdom of Jerusalem. A Corpus : Volume 1, A-K (excluding Acre and Jerusalem), Cambridge University Press, 1993
- (en) Martin Sicker, The Islamic world in ascendancy : from the Arab conquests to the siege of Vienna, Praeger, 2000